# نام عشق
« نام عشق» تک‌آهنگی از هنرمند اهل ایالات متحده آمریکا ، پیت‌بول، نیر است که در سال ۲۰۱۲ میلادی منتشر شد.